# Panda de Qinling
Ailuropoda melanoleuca qinlingensis
Sous-espèce
Statut de conservation UICN

 EN  : En danger
Le panda de Qinling (Ailuropoda melanoleuca qinlingensis) est une sous-espèce de pandas géants reconnue en 2005. Son nom en chinois (chinois simplifié : 秦岭大熊猫 ; chinois traditionnel : 秦嶺大熊貓 ; pinyin : Qínlǐng dàxióngmāo) signifie littéralement Grand chat-ours de Qinling. Plus généralement Grand chat-ours (大熊猫 / 大熊貓, dà xióngmāo) est la façon d'appeler les pandas géants en chinois.

## Distribution
La distribution de cette sous-espèce se restreint aux monts Qinling, dans le Shaanxi, en Chine centrale, de 1 300 à 3 000 mètres d'altitude,.

## Population
Il y aurait environ 200 à 300 pandas de Qinling vivant à l'état sauvage.
Seul 1 panda de Qinling vit en captivité, il se nomme Qizai.

## Description
Le panda des monts Qinling est reconnu comme une sous-espèce de pandas géants depuis 2005. Il diffère des variétés de pandas noir et blanc, plus familières, par sa fourrure ventrale parfois brune, son crâne plus petit, ses molaires plus larges et sa taille plus courte,,. La couleur brune n'y est cependant pas majoritaire : en 2013, seuls sept individus porteurs de ce trait avaient été repérés au cours des vingt-cinq années précédentes, dont Qizai, découvert en 2009 à l'âge de deux mois en compagnie de sa mère noire et blanche et seul spécimen vivant en captivité, au Centre de recherche sur le sauvetage et l'élevage des animaux sauvages rares du Shaanxi.
Le 30 août 1989, une femelle de cette espèce a été capturée et emmenée au zoo de Xi'an pour y être accouplée avec un panda géant commun. Leur progéniture, noire et blanche, aurait commencé à devenir brunâtre avec l'âge. Selon d'autres témoignages, la femelle aurait donné naissance à trois petits mais tous seraient morts peu de temps après la naissance. La mère, nommée Dan-Dan, est morte en 2000.
Cette sous-espèce étant circonscrite aux monts Qinling, sa couleur est peut-être une conséquence de la consanguinité : la population étant isolée des variations génétiques, cela a pu permettre la préservation de la mutation responsable,.
La sous-espèce a été exposée à des substances toxiques présentes dans les bambous de son alimentation. Bien qu'on ne connaisse pas exactement les produits en cause, il a été déterminé qu'il s'agissait de métaux lourds provenant de dépôts atmosphériques. Aussi la préservation des pandas de Qinling pourrait-elle être compromise par les problèmes de pollution atmosphérique que connait la Chine.
La santé dentaire est également un facteur important pour la survie des pandas de Qinling, dont la durée de vie est de 5 à 20 ans. Les anomalies les plus courantes parmi eux sont l'attrition dentaire (en) et les fractures dentaires, qui peuvent toutes deux avoir un impact sur leur durée de vie.